# Langenau (Schopfheim)

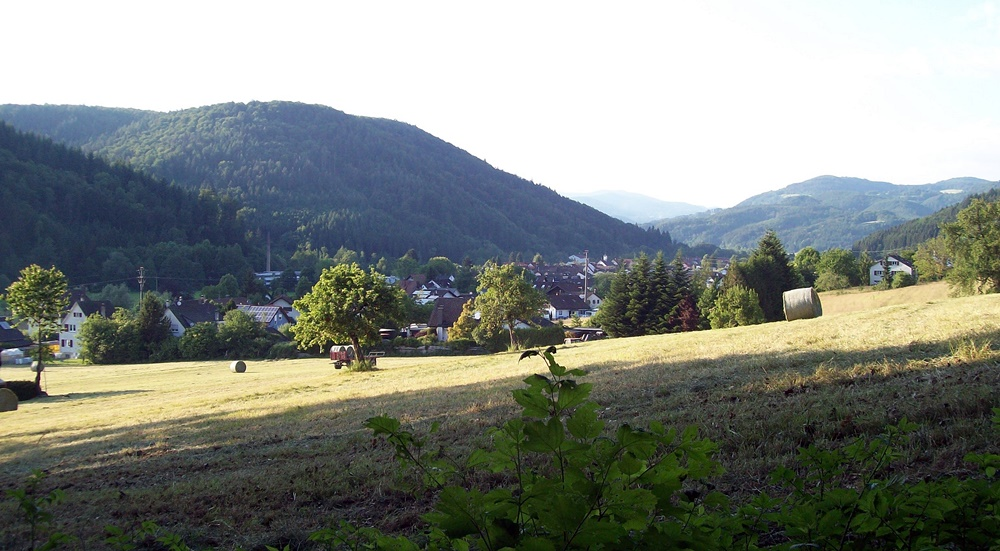
Langenau (Schopfheim)

Langenau wurde im Zuge der Verwaltungsreform am 1. Juli 1972 ein Stadtteil der Stadt Schopfheim im baden-württembergischen Landkreis Lörrach. Langenau ist gemessen an der Fläche und der Einwohnerzahl einer der mittelgroßen Stadtteile von Schopfheim.

## Lage
Langenau liegt am Ausgang des Tals der kleinen Wiese in das Wiesental zwischen den Bergrücken „Scheinberg“ und „Entegast“. Mit 360 m ü. NN ist Langenau der am tiefsten gelegene Stadtteil Schopfheims. 
| Wieslet (Ortsteil der Gemeinde Kleines Wiesental) | Enkenstein (Stadtteil von Schopfheim)                       | Schopfheim |
| Maulburg                                          | Kompassrose, die auf Nachbargemeinden zeigt                 | Schopfheim |
| Maulburg                                          | Wiechs (Stadtteil von Schopfheim) – Ausläufer der Gemarkung | Schopfheim |

## Geschichte

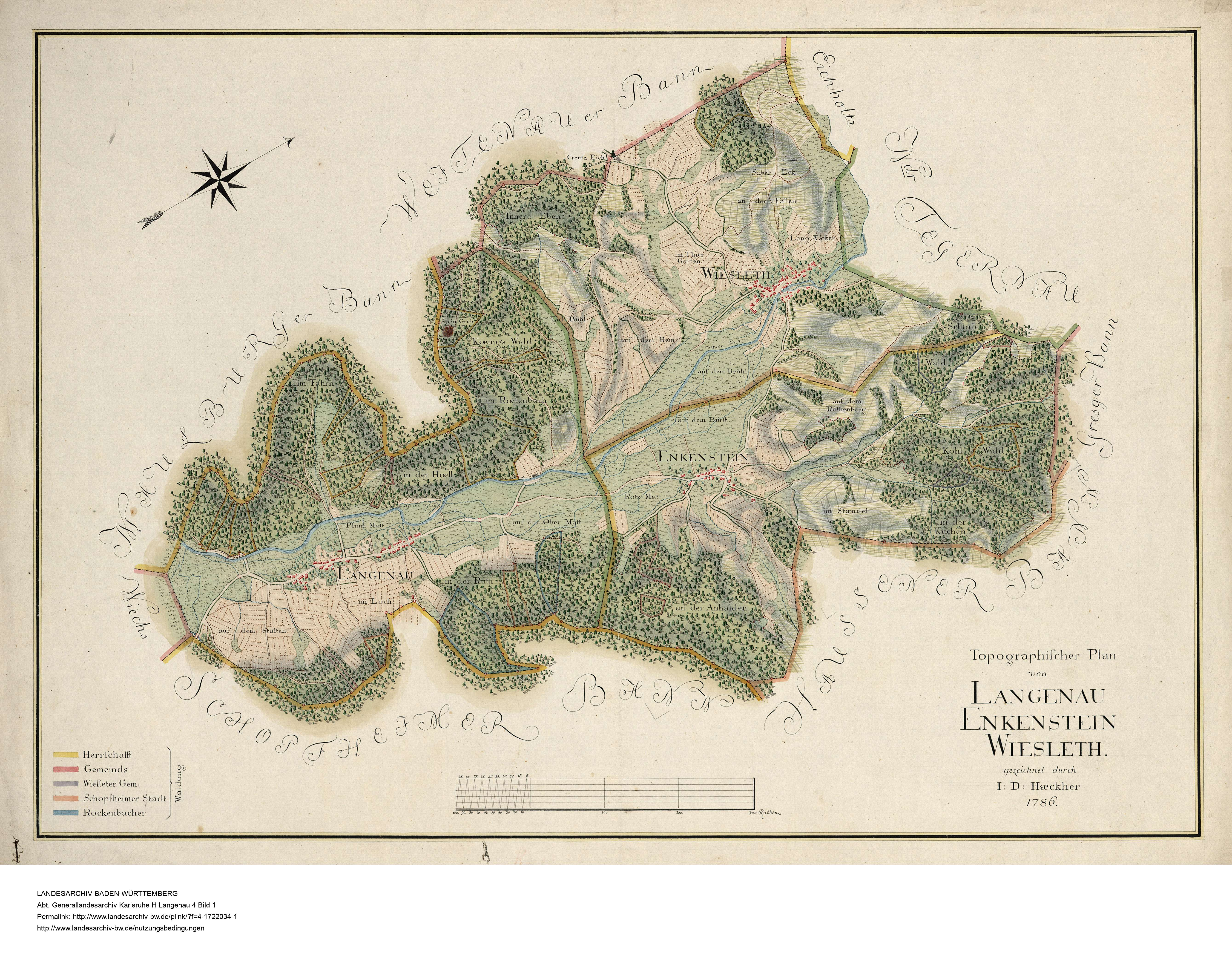
Erste badische Landesaufnahme, Topographischer Plan von Langenau, Enkenstein und Wiesleth, 1786

Die erste urkundliche Erwähnung Langenaus findet sich im Jahre 1278 in einer Schenkungsurkunde der Eheleute von Rotenberg an das Kloster St. Blasien. 1583 wurde der Ortsname erstmals „Langenaw“ geschrieben.
Seit etwa 1600 war Langenau eine Vogtei, die zum Schopfheimer Viertel gehörte, welches wiederum zur Herrschaft Rötteln-Sausenberg zählte. Bis 1830 gehörte auch Enkenstein dieser Vogtei an. 1842 wurde das Langenauer Rat- und Schulhaus erbaut, das noch heute das Ortsbild prägt. Ihm wurde 1928 ein größerer Saal infolge der gestiegenen Einwohnerzahlen angebaut. Gleichzeitig war unter dem neuen Schulraum ein öffentliches Bad eingerichtet worden.
Bereits 1911 war das Dorf an die Stromversorgung angeschlossen, und elektrische Straßenlampen waren montiert worden. Ab 1912 hatten zudem fast alle Häuser des Ortes fließend Wasser. Zuvor hatte es nur Holzleitungen für die öffentlichen Brunnen gegeben. Der Erste Weltkrieg kostete 15 Langenauer ihr Leben; im Zweiten Weltkrieg starben insgesamt 39 Bürger, 18 wurden vermisst. Beim Langenauer Friedhof erinnern zwei von Bildhauer Otto Erich Döbele geschaffene Grabtafeln an die Verstorbenen und Vermissten beider Weltkriege.
1946 hatte Langenau 458 Einwohner, 1950 bereits 545. Am 1. Juli 1972 gab das Dorf seine Selbständigkeit auf und wurde in die Stadt Schopfheim eingegliedert. Der Bürgermeister Ernst Seufert wurde Ortsvorsteher.
1974 wurde die Turn- und Festhalle fertiggestellt, an deren Bau viele freiwillige Helfer beteiligt waren. Im gleichen Jahr weihte auch die evangelische Dietrich-Bonhoeffer-Gemeinde das Langenauer Gemeindezentrum ein. 1992 wurde die Tennisanlage in der Fritz-Reimold-Straße eröffnet. 1995 erschien die erste Ausgabe der „Langenauer Dorfzittig“.

## Geologie
Langenaus Gemarkung erstreckt sich vom Ost- und Nordosthang (Rötenbach) des Scheinbergs über die Talsohle der Kleinen Wiese bis auf westliche Hangpartien des Entegast. Scheinberg und Entegast sind Buntsandsteintafeln, die auf einem Sockel aus Oberrotliegendem lagern und  sich leicht nach SO neigen. Diese Oberrotliegendsedimente sind bereits im Erdaltertum (Perm) abgelagert worden. Heute wird die Bezeichnung Weitenau-Formation für diese Schichtenfolge verwendet, wobei  man drei Abschnitte unterscheidet.
Der obere besteht aus Schuttstromablagerungen, Sandsteinen mit meist hohem Feldspatanteil z. T. mit Konglomeraten, der mittlere aus Ton und Schluff. Der untere kommt auf der Gemarkung nicht vor. Vorherrschende Farbe: rotbraun. Die Tone des mittleren Abschnitts bilden den Untergrund der sanftwelligen offenen Landschaft mit den roten Äckern zwischen Schlächtenhaus und Enkenstein. Ihrer Undurchlässigkeit wegen wurde die Kreismülldeponie in ihnen angelegt. Auf dem Gemeindegebiet treten sie als unterste Schichten  am Scheinberghang südlich der Deponie bis etwa zum Ortseingang auf, ebenso  am Entegast-Westhang am Hangfuß bis etwas südlich der Bergstraße. Das dominierende Gestein am Scheinberghang ist das der oberen Abteilung.  Erst etwa 30 bis 40 m unterhalb der oberen Talkante setzt der Buntsandstein ein.
Die Buntsandsteintafel wurde von dem Bach zwischen Rotem Rain und Schattenrain stark angegriffen und ist deshalb hier deutlich eingebuchtet. Auch die darunter liegenden Rotliegendsedimente wurden kräftig ausgeräumt. Spiegelbildlich wiederholt sich die Einbuchtung am Entegast, geschaffen durch den Bach, der bei der Bergstraße das Tal erreicht.
Nicht nur die Steilhänge von Scheinberg und Entegast blieben dem Wald überlassen, sondern auch die (wasserlosen) Plateauflächen, da der Buntsandstein für Besiedlung und Landwirtschaft keine guten Bedingungen bietet.
Das Dorf liegt auf der von der Kleinen Wiese aufgeschotterten Talebene, die  von Auenlehm, im Bereich des Dorfes auch von Auensand bedeckt ist.
(Anmerkung: Neuerdings werden die unteren Buntsandsteinschichten dem Zechstein zugeordnet.)

## Bevölkerung

### Einwohner
Die Zahl der Einwohner Langenaus entwickelte sich wie folgt:
| Jahr | Einwohner |
| ---- | --------- |
| 1852 | 291       |
| 1871 | 340       |
| 1880 | 338       |
| 1890 | 348       |
| 1900 | 358       |
| 1910 | 345       |
| 1925 | 431       |
| 1933 | 481       |

| Jahr | Einwohner |
| ---- | --------- |
| 1939 | 473       |
| 1950 | 531       |
| 1956 | 559       |
| 1961 | 689       |
| 1970 | 913       |
| 1999 | 1494      |
| 2011 | 1425      |
| 2023 | 1546      |

### Religion
Durch die Zugehörigkeit zur Markgrafschaft Baden-Durlach wurde die Reformation 1556 auch in Langenau eingeführt, so dass der Ort auch heute noch vorwiegend evangelisch geprägt ist. 
Die Zugehörigkeit zu den Religionsgemeinschaften verteilte sich in der Vergangenheit wie folgt:
| Religionszugehörigkeit in Langenau | Religionszugehörigkeit in Langenau | Religionszugehörigkeit in Langenau | Religionszugehörigkeit in Langenau |
| Jahr                               | Religion                           | Religion                           | Religion                           |
| ---------------------------------- | ---------------------------------- | ---------------------------------- | ---------------------------------- |
|                                    | evangelisch                        | katholisch                         | sonstige                           |
| 1858                               | 99,2 %                             | 0,8 %                              | 0,0 %                              |
| 1925                               | 82,6 %                             | 16,7 %                             | 0,7 %                              |
| 1950                               | 82,3 %                             | 14,7 %                             | 3,0 %                              |
| 1961                               | 76,8 %                             | 20,6 %                             | 2,6 %                              |
| 1970                               | 68,0 %                             | 27,3 %                             | 4,7 %                              |

## Politik

### Ortschaftsverfassung
Es gibt eine Ortsverwaltung mit einem Ortsvorsteher und sieben weiteren Ortschaftsräten.

### Ortsvorsteher
| Amtszeit  | Name                 |
| --------- | -------------------- |
| Seit 2019 | Walter Würger        |
| 2009–2019 | Elke Würger          |
| 1994–2009 | Hans Weinbrechtinger |
| 1984–1994 | Hermann Schmitt      |
| 1972–1984 | Ernst Seufert        |

### Bürgermeister
| Amtszeit  | Name                                               |
| --------- | -------------------------------------------------- |
| 1965–1972 | Ernst Seufert                                      |
| 1945–1965 | Karl Heitz                                         |
| 1933–1945 | Ernst Roser                                        |
| 1923–1933 | Emil Bäckert                                       |
| 1919–1923 | Friedrich Geitlinger                               |
| 1917–1919 | Anton Straubhaar (stellvertretender Bürgermeister) |
| 1885–1917 | Albert Güdemann                                    |
| 1879–1885 | Johannes Wagner                                    |

### Wappen
Bis  zum 1. Juli 1972 führte die Gemeinde Langenau ein eigenes Wappen, das ihr 1901 verliehen wurde. Die Blasonierung lautet: „In Blau eine silberne, einer „9“ nachgelegten Forelle in Aufsicht, deren Rücken belegt mit sechs abnehmenden roten Scheiben.“ Das Blau und die silberne Forelle symbolisierte den Fischreichtum der Kleinen Wiese, die durch Langenau fließt.

## Bildung und Religion
In Langenau gibt es eine Grundschule sowie einen städtischen Kindergarten.
Langenau ist evangelisch geprägt und gehört seit jeher zum Kirchspiel Schopfheim (Untere Pfarrei). Das Dorf hat ein Gemeindezentrum mit Kirchenraum, einen eigenen Friedhof und eine Friedhofskapelle. Einheimische Katholiken werden von der katholischen Gemeinde in Schopfheim betreut.

## Verkehr

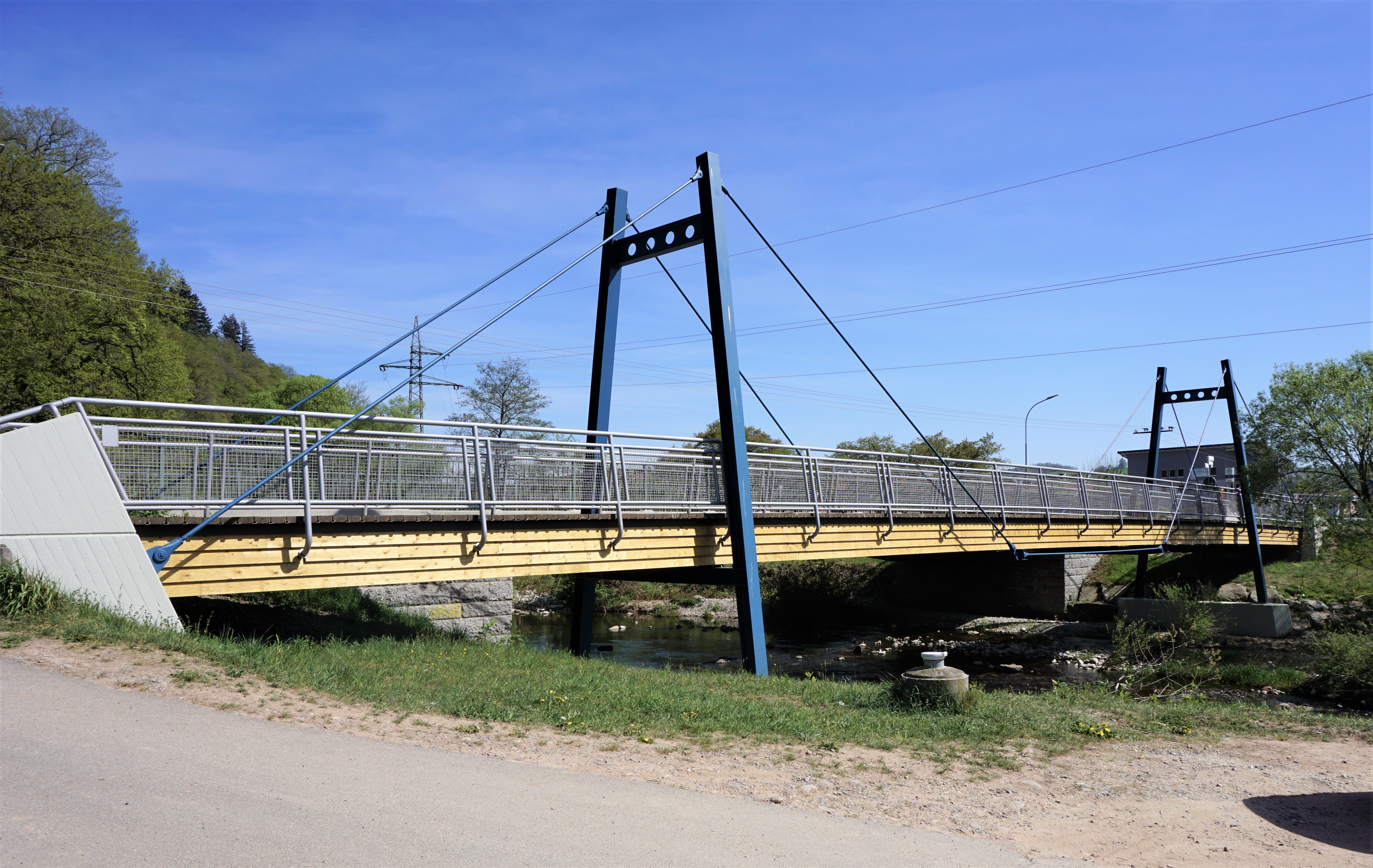
Brücke der L 139 über die Wiese.

Die Landesstraße L 139 die Schopfheim mit Neuenweg verbindet führt durch Langenau und ist die einzige Straßenverbindung zu Nachbarorten. Im Ort gibt es drei Bushaltestellen der SBG Südbadenbus GmbH Linie 7310 (Wanderbus Kleines Wiesental).
Mit der Kernstadt ist der Ortsteil zudem durch einen regelmäßig verkehrenden City-Bus verbunden. Der nächste Bahnhaltepunkt der Wiesentalbahn, Schopfheim-West, ist zu Fuß in circa 20 Minuten zu erreichen.